# OhGr
ohGr ist ein musikalisches Nebenprojekt von Kevin Ogilvie (aka Nivek Ogre), hauptsächlich bekannt als Sänger der kanadischen Post-Industrial-Band Skinny Puppy. Ebenfalls involviert ist der US-Amerikaner Mark Walk (Ruby, Pigface, Skinny Puppy). ohGr wurde 2001 gegründet.

## Bandgeschichte
Kevin Ogilvie (aka Nivek Ogre) spielte schon länger mit dem Gedanken, ein Sideprojekt ins Leben zu rufen. Erste Versuche unter dem Projektnamen WELT, ein Akronym für When Everyone Learns Truth (englisch: Wenn jeder die Wahrheit erfährt), zusammen mit Produzent Mark Walk entstanden kurz nach der Auflösung von Skinny Puppy 1995. Die beiden kannten sich bereits von der Band Pigface. Am Anfang war auch Al Jourgensen (Ministry) als festes Bandmitglied vorgesehen. Zusammen schrieb man Musik und nahm einige Tracks auf. Jourgensen verließ die Band jedoch wieder. Die einzige veröffentlichte Aufnahme ist das Stück Noreen, das sich auf Ministrys Album Filth Pig (1996) befindet.
Die ersten Bemühungen mit WELT scheiterten jedoch daran, dass Ogilvie vertraglich noch an Rick Rubins American Recordings gebunden war. Erst 1999 aus dem Vertrag entlassen, dauerte es noch zwei weitere Jahre, bis das Debütalbum erscheinen konnte. Da eine kalifornische Punkband sich den Bandnamen Welt gesichert hatte, benannte Ogre das Projekt in ohGr um, eine deutliche Anspielung auf seinen Künstlernamen. Der alte Name blieb als Titel für das Debütalbum erhalten, das schließlich im Februar 2001 über das Label Spitfire Records erschien. Die Band besteht bis heute im Wesentlichen aus Ogilvie und Walk, wobei jedoch auf den Alben weitere Mitglieder zu hören sind. Das Lied Cracker vom ersten Album wurde häufig als Angriff auf Trent Reznor und Nine Inch Nails missverstanden, wobei dies jedoch laut Ogilvie keine Absicht war.
2003 erschien das zweite Album SunnyPsyOp, ebenfalls über Spitfire Records. 2004 kehren Skinny Puppy zurück und werden seitdem parallel betrieben. 2008 erschien das dritte Album Devils in My Details, ein Konzeptalbum über Ogilvies Zeit in Los Angeles.
2011 erschien das bisher letzte Album unDeveloped über Metropolis Records. Das Cover wurde von Steven R. Gilmore erstellt und zeigt einen Fötus. Das Album ist wiederum ein Konzeptalbum über einen Charakter namens Mr. Brownstone. Die Geschichte enthält Anklänge an Naked Lunch. Der Protagonist sammelt elektronische Dinge und bedient einen ähnliche Schreibmaschine wie der Protagonist in Naked Lunch. Über diese kommuniziert er über die Website ohgr.com sowie über Facebook. Die digitalen Inhalte waren zu dieser Zeit abgestimmt auf das Konzept. Das Lied Crash wiederum handelt vom Tod Michael Jacksons und dem 11. September als Zeichen einer untergehenden Welt.
2017 tourt ohGr mit KMFDM durch die Vereinigten Staaten.

## Musikstil
OhGr ist wie Skinny Puppy im Post-Industrial verhaftet. Im Gegensatz zur wohl bekanntesten Band von Ogilvie ist die Musik aber wesentlich melodiöser und auch tanzbarer, enthält Elemente der Intelligent Dance Music, des Trip-Hops, des Ambient sowie des Synthiepops. Auch der Gesang ist jetzt wesentlich klarer, zudem legt die Musik den Fokus mehr auf den Gesang, der bei Skinny Puppy eher als Instrument gebraucht wird. Jedes Album zeigt jedoch eine andere Facette von Ogilvies und Walks Schaffen. So versuchte W.E.L.T. einen eher humoristischen Ansatz und war das genaue Gegenteil von der verstörenden Musik zu Zeiten von Pigface und Skinny Puppy, während der Nachfolger mehr im Post-Industrial verwurzelt war. Zwar sind immer noch Elemente aus dem Noise enthalten, doch liegt der Fokus mehr auf elektronischen Passagen als sägenden Gitarren. Allerdings befinden sich auch weiterhin verstörende Passagen, wie die Breakbeat-Hymne Shite auf dem Album. Devils in My Details wiederum näherte sich weiter Skinny Puppy an, vermischte dies jedoch mit Musik im Stile des Progressive Rock wie Pink Floyd oder frühe Genesis. Die Musik erinnert an den Soundtrack zu einem Horrorfilm. Auch Undeveloped orientiert sich eher an Skinny Puppy und ist eher aggressiv gehalten.

## Diskografie
Alben
- 2001: W.E.L.T. (Spitfire Records)
- 2003: SunnyPsyOp (Spitfire Records)
- 2008: Devils in My Details (Synthetic Symphony)
- 2011: unDeveloped (Metropolis)

Singles & EPs
- 2001: Cracker/Pore (Promo-EP/Single. Spitfire Records)
- 2009: Timebomb (Radio Edit) (Promo-Single)

Sonstige Veröffentlichungen
- 2009: Welcome to Collidoskope (Download-Track)
- 2010: Welcome to Collidoskope: Remixes (Eigenproduktion, Remixalbum)
- 2011: Tragek (Download-Track)
- 2018: Tricks (PledgeMusic / Eigenproduktionen)